# فرودگاه آبی کاشبویه/آپر شیبن‌داون
فرودگاه آبی کاشبویه/آپر شیبن‌داون (به انگلیسی: Kashabowie/Upper Shebandowan Lake Water Aerodrome) یک فرودگاه همگانی است که یک باند فرود آب دارد. این فرودگاه در کشور کانادا قرار دارد و در ارتفاع ۴۴۹ متری از سطح دریا واقع شده است.